# Lokalbahn Gmunden–Vorchdorf
| Tramlink 123 zwischen Gmunden Seebahnhof und Lembergweg (2016) |                                                           |                                              |                                              |
| |                                                           |                                              |                                              |
| Kursbuchstrecke (ÖBB): | 161                                                       |                                              |                                              |
| Streckenlänge: | 17,862 km                                                 |                                              |                                              |
| Spurweite: | 1000 mm (Meterspur)                                       |                                              |                                              |
| Stromsystem: | Seebf–Engelhof: 600 Volt = Engelhof–Vorchdorf: 750 Volt = |                                              |                                              |
| Maximale Neigung: | 100 ‰                                                     |                                              |                                              |
| Minimaler Radius: | 50 m                                                      |                                              |                                              |
| Streckengeschwindigkeit: | 60 km/h                                                   |                                              |                                              |
| |                                                           |                                              |                                              |
| \| \| \| Straßenbahn Gmunden \| \| \| \| \| Gmunden Seebahnhof (bis 2014) \| \| \| \| \| Gmunden Seebahnhof (seit 2014) \| 425 m ü. A. \| \| \| \| (bis 2010 Dreischienengleis) \| \| \| \| 0,000 \| Gmunden Traundorf (Schmalspur, bis 1990) \| Gmunden Traundorf (Schmalspur, bis 1990) \| \| \| 0,20 \| Gmunden Traundorf (seit 1990 bis 2014) \| Gmunden Traundorf (seit 1990 bis 2014) \| \| \| \| \| \| \| \| \| Gmunden Schloss Weyer \| \| \| \| 1,084 \| Lembergweg (bis 2010 Dreischienengleis) \| Lembergweg (bis 2010 Dreischienengleis) \| \| \| 1,825 \| Engelhof Lokalbahn \| Engelhof Lokalbahn \| \| \| \| ehem. Trauntalbahn nach Lambach (Normalspur) \| \| \| \| 2,886 \| Baumgarten-Waldbach \| 484 m ü. A. \| \| \| 3,596 \| Unterm Wald \| Unterm Wald \| \| \| 4,317 \| Gschwandt-Rabesberg \| 512 m ü. A. \| \| \| 4,800 \| Gschwandt Schule \| Gschwandt Schule \| \| \| 5,954 \| Neuhub \| 499 m ü. A. \| \| \| 6,908 \| Karl z'Neuhub \| Karl z'Neuhub \| \| \| 8,232 \| Eisengattern \| 525 m ü. A. \| \| \| 9,791 \| Laizing \| 486 m ü. A. \| \| \| \| Kirchham Sportplatz (seit Dezember 2021) \| \| \| \| 10,659 \| Kirchham Ort \| Kirchham Ort \| \| \| 11,154 \| Kirchham \| 464 m ü. A. \| \| \| 12,713 \| Falkenohren \| Falkenohren \| \| \| 13,015 \| Äußere Laudach \| Äußere Laudach \| \| \| 13,040 \| Weidach \| Weidach \| \| \| 13,930 \| Schloss Eggenberg \| Schloss Eggenberg \| \| \| \| \| \| \| \| 14,684 \| Vorchdorf \| 416 m ü. A. \| \| \| \| Lokalbahn nach Lambach \| \| |                                                           |                                              |                                              |
| U-Bahn-Strecke |                                                           | Straßenbahn Gmunden                          | Straßenbahn Gmunden                          |
| Kopfbahnhof Streckenanfang und quer (Strecke außer Betrieb) · U-Bahn-Abzweig mit Eisenbahn geradeaus und ehemals von rechts |                                                           | Gmunden Seebahnhof (bis 2014)                | Gmunden Seebahnhof (bis 2014)                |
| Bahnhof mit U-Bahn Streckenanfang |                                                           | Gmunden Seebahnhof (seit 2014)               | 425 m ü. A.                                  |
| Strecke von links · Strecke nach rechts |                                                           | (bis 2010 Dreischienengleis)                 | (bis 2010 Dreischienengleis)                 |
| Strecke · Kopfbahnhof Streckenanfang (Strecke außer Betrieb) | 0,000                                                     | Gmunden Traundorf (Schmalspur, bis 1990)     | Gmunden Traundorf (Schmalspur, bis 1990)     |
| ehemaliger Haltepunkt / Haltestelle · Strecke (außer Betrieb) | 0,20                                                      | Gmunden Traundorf (seit 1990 bis 2014)       | Gmunden Traundorf (seit 1990 bis 2014)       |
| Verschwenkung nach links · Verschwenkung nach rechts (Strecke außer Betrieb) |                                                           |                                              |                                              |
| Haltepunkt / Haltestelle |                                                           | Gmunden Schloss Weyer                        | Gmunden Schloss Weyer                        |
| Haltepunkt / Haltestelle | 1,084                                                     | Lembergweg (bis 2010 Dreischienengleis)      | Lembergweg (bis 2010 Dreischienengleis)      |
| Bahnhof | 1,825                                                     | Engelhof Lokalbahn                           | Engelhof Lokalbahn                           |
| Abzweig geradeaus und ehemals nach links |                                                           | ehem. Trauntalbahn nach Lambach (Normalspur) | ehem. Trauntalbahn nach Lambach (Normalspur) |
| Haltepunkt / Haltestelle | 2,886                                                     | Baumgarten-Waldbach                          | 484 m ü. A.                                  |
| Haltepunkt / Haltestelle | 3,596                                                     | Unterm Wald                                  | Unterm Wald                                  |
| Bahnhof | 4,317                                                     | Gschwandt-Rabesberg                          | 512 m ü. A.                                  |
| Haltepunkt / Haltestelle | 4,800                                                     | Gschwandt Schule                             | Gschwandt Schule                             |
| Haltepunkt / Haltestelle | 5,954                                                     | Neuhub                                       | 499 m ü. A.                                  |
| Haltepunkt / Haltestelle | 6,908                                                     | Karl z'Neuhub                                | Karl z'Neuhub                                |
| Bahnhof | 8,232                                                     | Eisengattern                                 | 525 m ü. A.                                  |
| Haltepunkt / Haltestelle | 9,791                                                     | Laizing                                      | 486 m ü. A.                                  |
| Bahnhof |                                                           | Kirchham Sportplatz (seit Dezember 2021)     | Kirchham Sportplatz (seit Dezember 2021)     |
| Haltepunkt / Haltestelle | 10,659                                                    | Kirchham Ort                                 | Kirchham Ort                                 |
| Bahnhof | 11,154                                                    | Kirchham                                     | 464 m ü. A.                                  |
| Haltepunkt / Haltestelle | 12,713                                                    | Falkenohren                                  | Falkenohren                                  |
| Brücke über Wasserlauf | 13,015                                                    | Äußere Laudach                               | Äußere Laudach                               |
| Haltepunkt / Haltestelle | 13,040                                                    | Weidach                                      | Weidach                                      |
| Haltepunkt / Haltestelle | 13,930                                                    | Schloss Eggenberg                            | Schloss Eggenberg                            |
| Verschwenkung von rechts |                                                           |                                              |                                              |
| Kopfbahnhof Streckenanfang · Kopfbahnhof Streckenende | 14,684                                                    | Vorchdorf                                    | 416 m ü. A.                                  |
| Verschwenkung nach links |                                                           | Lokalbahn nach Lambach                       | Lokalbahn nach Lambach                       |

Die Lokalbahn Gmunden–Vorchdorf, ehemals Traunseebahn, ist eine meterspurige Lokalbahn in Oberösterreich. 2018 wurde die Strecke mit der Straßenbahn Gmunden verbunden; seitdem verkehren die Züge unter dem Markennamen Traunseetram durchgehend zwischen Gmunden Bahnhof und dem Bahnhof Vorchdorf.

## Geschichte

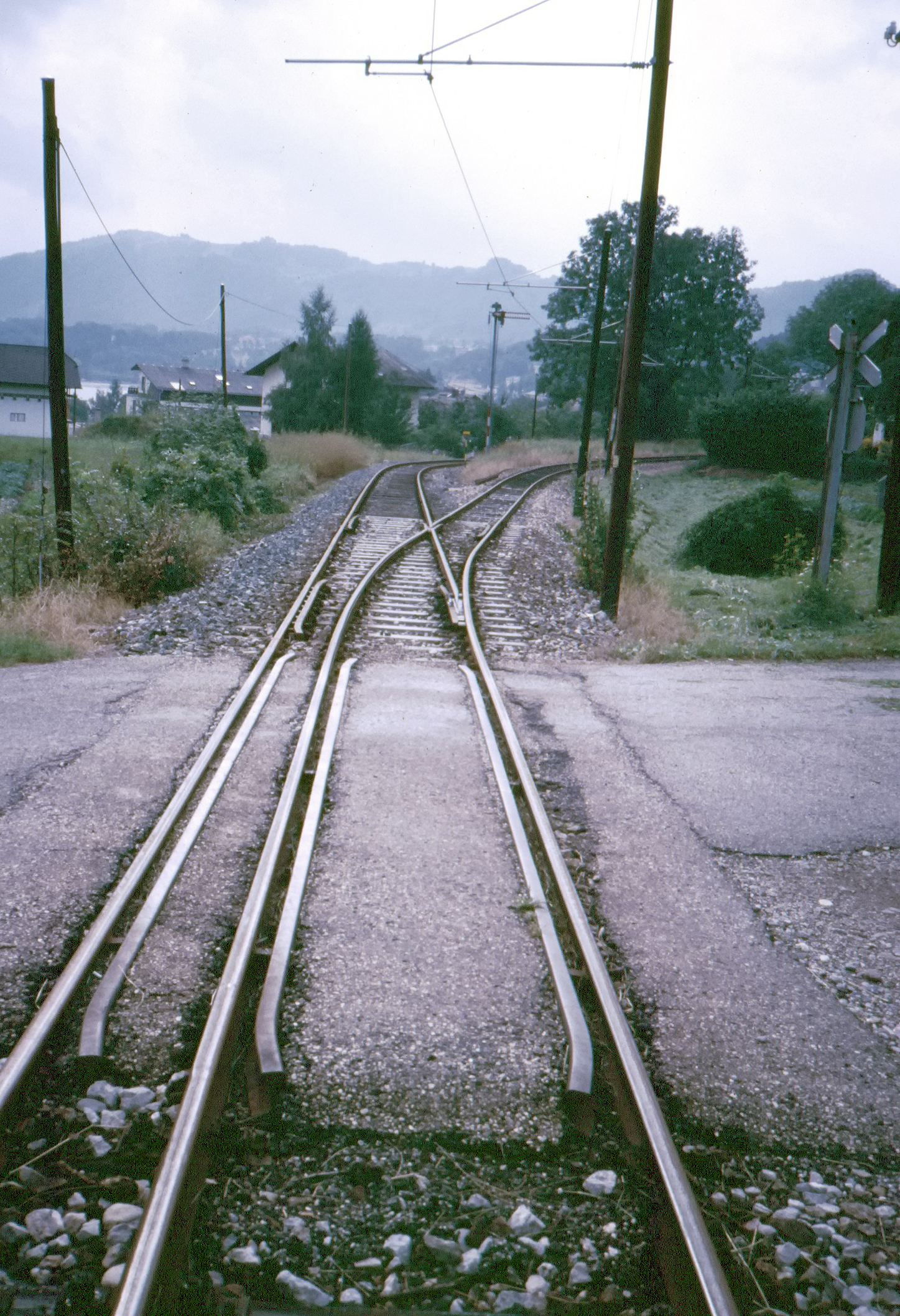
Trennung der beiden Spurweiten oberhalb von Gmunden, rechts das Gleis nach Gmunden Traundorf, 1986

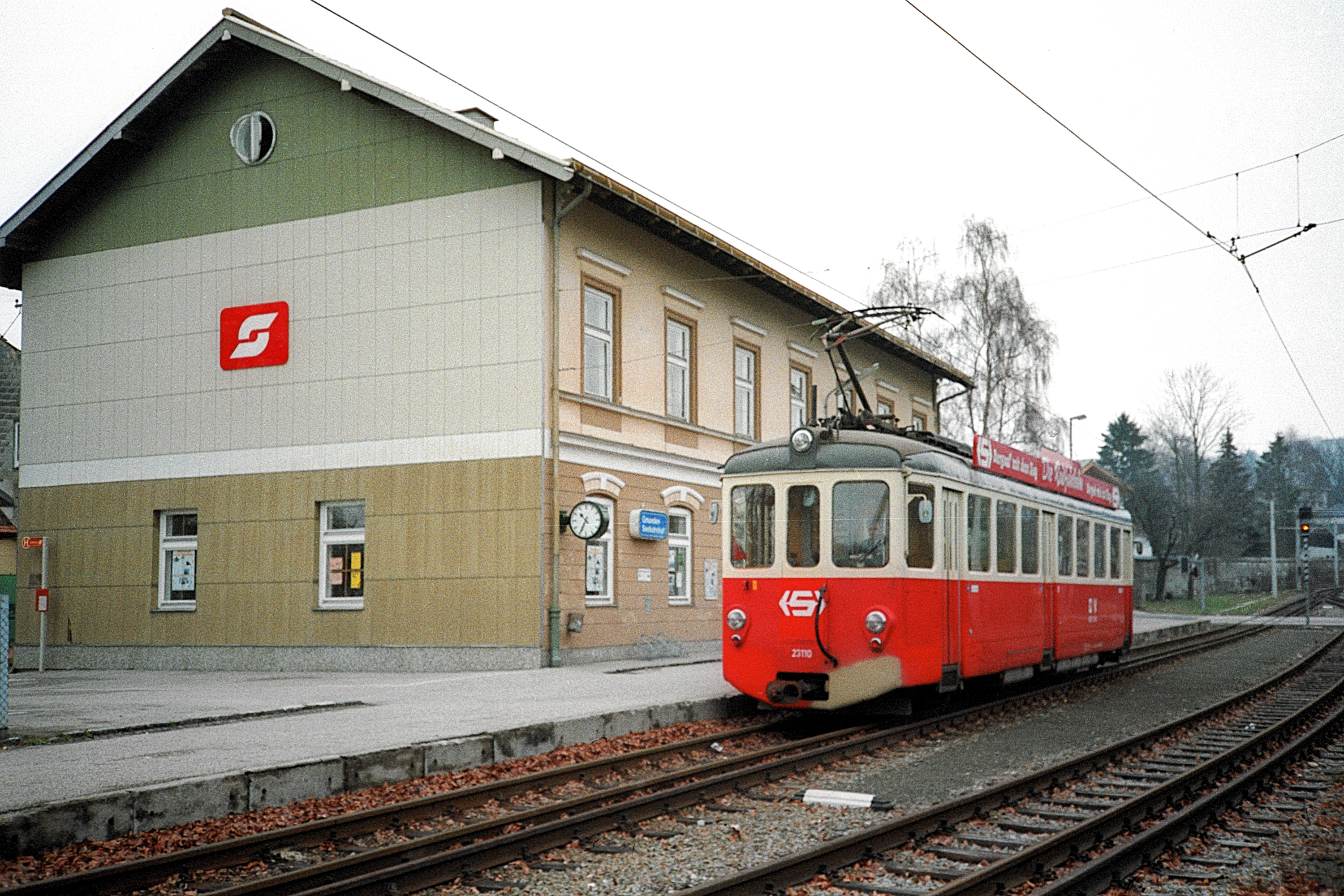
Ab 1990 wurde die Lokalbahn auf einem Dreischienengleis in den Seebahnhof Gmunden geführt (Foto von 1991)

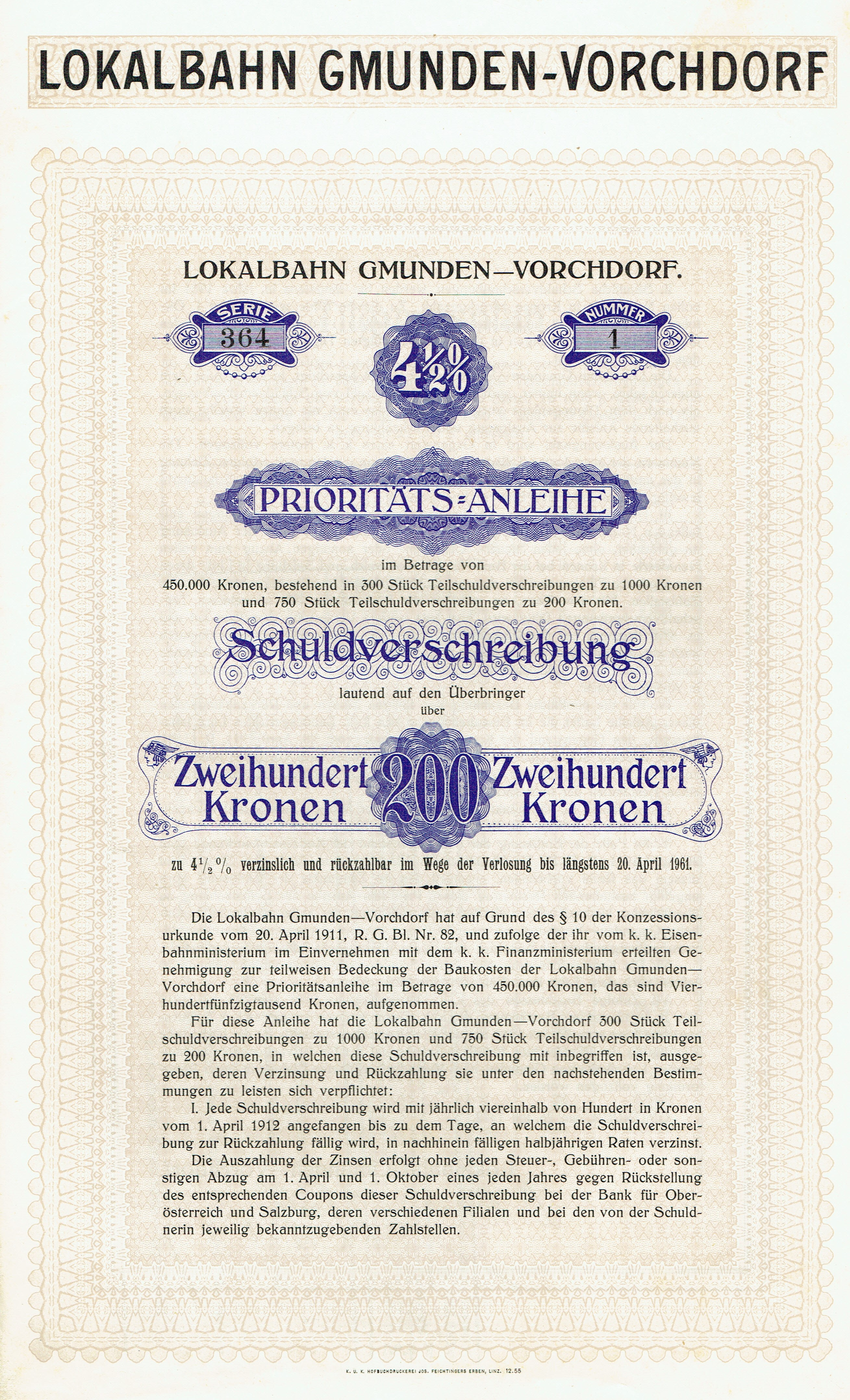
Schuldverschreibung über 200 Kronen der Lokalbahn Gmunden-Vorchdorf vom 26. Juli 1912

Mit Urkunde vom 20. April 1911 wurde der Stadtgemeinde Gmunden die mit 90 Jahren befristete Konzession zum Bau und Betrieb einer schmalspurigen Lokalbahn von Gmunden nach Vorchdorf erteilt. Binnen der konzessionsbedungenen einjährigen Herstellungsfrist wurde die Bahn am 21. März 1912 dem öffentlichen Verkehr übergeben.
Die Lokalbahn wird mit 750 Volt Gleichstrom betrieben. Sie befindet sich im Besitz der am 27. April 1912 gegründeten Lokalbahn Gmunden-Vorchdorf AG. Der Betrieb wird von Stern & Hafferl Verkehrsgesellschaft m.b.H. geführt, jenem Unternehmen, das für die Bauführung verantwortlich war und das im Rahmen der Linienplanung die Absicht verfolgte, in den von der Bahn berührten Ortschaften (sowie auch in Altaussee) elektrische Lichtanlagen einzuführen und zwei nächstgelegenen Wirtschaftsunternehmen auch Arbeitsstrom zur Verfügung zu stellen.
Von den 14,9 Kilometern Streckenlänge wurden zwei Kilometer gemeinsam mit der ÖBB-Strecke als Dreischienengleis geführt. Bis 1990 begann die Bahn in der damaligen Station Gmunden-Traundorf auf der Trasse der Pferdeeisenbahn Budweis–Linz–Gmunden. Dann wurde die Endstelle zum Seebahnhof verlegt. Die heutigen Haltepunkte Gmunden-Traundorf und Lembergweg wurden neu angelegt.
Am 8. September 2008 wurde auf den Gleisanlagen der Hauptwerkstätte in Vorchdorf ein modernes Niederflurfahrzeug, ein Bombardier Cityrunner – Nr. 305 der Straßenbahn Innsbruck (IVB) – das 28 Tage der Traunseebahn leihweise zur Verfügung gestellt wurde, abgeladen. Zwei Tage später wurde der Wagen in Betrieb genommen und danach wurden diverse Tests wie Bremsmessungen und Probefahrten durchgeführt. Am 27. September wurde das Fahrzeug bei der neu errichteten Haltestelle Unterm Wald der Öffentlichkeit präsentiert. Nach der Fahrzeugpräsentation und der Eröffnung der neuen Haltestelle absolvierte das Fahrzeug eine Testfahrt mit 70 km/h. Danach wurde der Cityrunner bis 4. September im Fahrgastbetrieb eingesetzt, ehe er tags darauf wieder verladen und nach Gmunden transportiert wurde.
Drei Jahre später wurden die Tw 307 und 320 der IVB für vier Jahre an Stern und Hafferl verliehen. Die IVB hatte mehrere Triebwagen als Vorleistung für künftige Verlängerungen beschafft. Da diese Pläne aber verschoben worden sind, wurden die Tw erst ab 2015 wieder in Innsbruck benötigt. Der Fahrgastbetrieb wurde nach Testfahrten und einer Pressekonferenz ab dem 19. September 2011 aufgenommen. Bis zur Ablieferung der eigenen neuen Triebwagen im März 2016 trugen die beiden Cityrunner die Hauptlast des Verkehrs. Die Triebwagen ET 23.111 und 112 standen als Ersatzfahrzeuge und für Verstärkungen im Schülerverkehr zur Verfügung.
Seit 2008 wurden Sanierungsarbeiten durchgeführt, für die insgesamt 3,5 Millionen Euro vom Land Oberösterreich zur Verfügung standen. Neben dem Austausch von Schwellen, Schotter und Gleisen wurden auch einige Haltestellen saniert, die neue, 65 Meter lange Bahnsteige und Wartehäuschen erhielten. Zudem erhielt die Lokalbahn drei neue Lichtzeichenanlagen bei den Streckenkilometern 9,845, 11,910 und 13,262.
Von Anfang an war eine Verbindung mit der Straßenbahn Gmunden geplant. Aber erst 2006 wurde der Zusammenschluss beschlossen. Zunächst erfolgte die Sanierung der Bestandsstrecke der Straßenbahn, danach wurde deren Wiederverlängerung zum Rathausplatz und in weiterer Folge die Verknüpfung mit der Traunseebahn in Angriff genommen. Eine Verzögerung ergab sich 2015, als beim Verwaltungsgericht gegen die Ausbau- und Verknüpfungsmaßnahmen von Straßenbahngegnern Einspruch erhoben worden war, welcher letztinstanzlich abgewiesen wurde. Die Betriebsanlagen der Traunseebahn wurden so adaptiert, dass durchgehende Fahrten von Vorchdorf-Eggenberg bis Gmunden Bahnhof möglich sind.
Nach Sanierungsarbeiten an der Lokalbahnstrecke konnte die Höchstgeschwindigkeit abschnittsweise erhöht werden, was positive Auswirkungen auf die Fahrzeit hatte. Durch die Sanierung der Strecke konnte die Fahrzeit gegenüber 2008 auf 26 Minuten verkürzt werden. Außerdem wurde ein annähernder Stundentakt eingeführt. Zusätzlich wurde 2010 das Dreischienengleis zurückgebaut, da die ÖBB ihre Trasse zum Seebahnhof aufgegeben hatte. Weitere Haltestellen wurden saniert und neu angelegt. Die letzte Etappe für Verbesserungen am Gleiskörper und bei den Haltestellen erfolgte im Sommer 2011. Auch diese Verbesserungsmaßnahmen standen im Zeichen der Anhebung der Höchstgeschwindigkeit auf 60 km/h im betreffenden Streckenabschnitt. Im Oktober 2011 wurde die neue Haltestelle Kirchham Ort eröffnet, wobei auch die Innsbrucker Niederflurfahrzeuge vom Typ Bombardier Flexity Outlook (siehe hiervor) vorgestellt wurden.
Am 10. März 2014 begannen die Bauarbeiten zur Verlegung des Seebahnhofes als erster Abschnitt der Verbindung zur Straßenbahn Gmunden. Er wurde am 18. Juni 2014 in Betrieb genommen. Gleichzeitig wurde der Haltepunkt Gmunden Traundorf aufgrund zu geringer Entfernung zum neuen Seebahnhof aufgegeben. Als erster Teil der Verbindungsstrecke wurde am 13. Dezember 2014 der Abschnitt Seebahnhof–Klosterplatz eröffnet.
Im Jänner 2014 bestellte Stern & Hafferl bei Vossloh Kiepe elf neue Niederflurgelenkwagen vom Typ Tramlink. Ein Teil der Triebwagen ist für die Attergaubahn vorgesehen. Die Fahrzeuge sind fünfteilig, sechsachsig, 32 Meter lang und bieten Platz für 183 Fahrgäste. Produziert werden sie im spanischen Werk von Vossloh Kiepe in Valencia, das während der Ausführung des Auftrags von Stadler aufgekauft wurde. Mit der Auslieferung der Fahrzeuge wurde im Dezember 2015 begonnen. Die vier zuletzt gelieferten Fahrzeuge sind außen nicht mehr mit „vossloh“ angeschrieben.
Mit dem Fahrplanwechsel im Dezember 2014 stellte Stern & Hafferl auch diese Strecke unter der Woche fast vollständig auf einen Taktfahrplan um, mit Abfahrt in Gmunden Klosterplatz etwa zur vollen Stunde und in Vorchdorf zur halben Stunde. Mit dem Fahrplanwechsel im Dezember 2016 wurde die Strecke vollständig auf einen Taktfahrplan umgestellt. Werktags wurde nun ein durchgehender Stundentakt angeboten, in der Hauptverkehrszeit verkehrte die Traunseebahn im exakten 30-Minuten-Takt, sonn- und feiertags im Zwei-Stunden-Takt.
Am 12. März 2016 wurde in Vorchdorf feierlich das Rollout der neuen Triebwagen sowie die Einweihung der neuen Remise gefeiert. Nach Nostalgie- und Abschiedsfahrten mit den „Trogener“- und IVB-Triebwagen am Vormittag fanden Eröffnungsreden und die Fahrzeugtaufe statt. Die Jungfernfahrt erfolgte von Vorchdorf nach Gmunden Klosterplatz mit dem Fahrzeug Nummer 121 „Traunsee“. Bis zu Betriebsschluss verkehrten Nummer 121 sowie Nummer 122 „Traunstein“ nach einem Sonderfahrplan. Bis August 2016 wurden die Triebwagen bis zur Nummer 127 abgeliefert, Triebwagen 125 wurde am 19. August 2016 an die Attergaubahn überstellt, die Wagen 124 und 126 folgten. Die Lieferung der Triebwagen wurde 2017 mit der Nummer 131 abgeschlossen. Am 29. September 2017 wurde die neue Haltestelle Gmunden Schloss Weyer nahe dem gleichnamigen Schloss eröffnet.
Am 1. September 2018 wurde die Durchbindung durch die Stadt Gmunden und der Zusammenschluss mit der Straßenbahn Gmunden feierlich eröffnet. Die Spannung der Oberleitung wurde vom Seebahnhof bis einschließlich Engelhof auf 600 Volt verringert. Seither verkehren direkte Züge von Gmunden Bahnhof über den Franz-Josef-Platz, Klosterplatz zum Seebahnhof und weiter nach Vorchdorf. Auf der Gesamtstrecke besteht seitdem an Wochentagen ein Halbstunden- und an den Wochenenden ein Stundentakt. Der dichtere Straßenbahnfahrplan im Stadtgebiet von Gmunden wurde bis Engelhof ausgedehnt.

## Betrieb in der Gegenwart
Im Plandienst werden seit März 2016 die Triebwagen vom Typ Tramlink eingesetzt. Seit dem Zusammenschluss mit der Straßenbahn Gmunden verkehren die Züge als OÖVV-Linie 161 unter dem Namen Traunseetram. Es wird montags bis freitags ein Halbstundentakt, am Wochenende ein Stundentakt über die Gesamtstrecke angeboten. Im Abschnitt Gmunden Bahnhof – Gmunden Engelhof verkehren zwei zusätzliche Züge pro Stunde.
Die touristischen Themenfahrten „Mit der Bahn zum Bier“ und der „Bratlzug“ werden mit fahrplanmäßigen Fahrten angeboten. Für das Angebot „Hobbylokführerkurs“ kommt der Triebwagen 23.103 zum Einsatz, der im Jahre 2008 aufgearbeitet wurde und ein historisches Farbkleid erhielt.

## Strecke
Alle Stationen sind Bedarfshalte, Gschwandt-Rabesberg, Gmunden Engelhof, Eisengattern sowie Gmunden Tennisplatz sind Ausweichstellen für Zugkreuzungen. Alle Ausweichen sind mit Rückfallweichen ausgestattet. Zwischen Gmunden Seebahnhof und Gmunden Franz-Josef-Platz ist die Strecke zweigleisig. Die drei Bahnsteige des Bahnhofs Engelhof sind mit einer Bahnsteighalle überdacht. Die meisten Haltestellen besitzen ein Wartehäuschen, neben alten Holzbauten sind Betonhäuschen und modernere Varianten aus Glas anzutreffen. In Vorchdorf gibt es einen Anschluss an die normalspurige Lokalbahn Lambach–Vorchdorf-Eggenberg. Für den Normalspurbahnhof wird dabei der Name Vorchdorf-Eggenberg verwendet, während der Schmalspurteil nur als Vorchdorf bezeichnet wird.
Die erlaubte Höchstgeschwindigkeit beträgt 60 km/h. Die meisten Bahnübergänge sind mit Andreaskreuzen und Stoppschildern gesichert; sieben Bahnübergänge verfügen über eine Lichtzeichenanlage. Die Gleise sind auf Holzschwellen verlegt. Seit 2011 kamen auch Y-Schwellen zum Einbau. Neben wenigen Betonmasten ist die Oberleitung überwiegend an Holzmasten befestigt. Unmittelbar an den Endpunkt der Bahn schließen die Gleisanlagen der Stern & Hafferl-Hauptwerkstätte an.
Seit August 2017 ist an der Strecke eine neue Bahnübergangssicherungsanlage in Betrieb, die den Einschaltbefehl vom Zug per Funk erhält und auf selbem Wege eine ordnungsgemäße Sicherung zurückmeldet. Durch das Einsparen einer teureren Verkabelung sollen die Kosten für die anstehende Aufrüstung der Bahnübergänge gesenkt werden.
Im Jahr 2015 nutzen 321.165 Fahrgäste diese Bahnstrecke.

### Streckenverlauf
Vorchdorf mit seinem lokalen Knotenbahnhof wird südwestwärts noch im Almtal verlassen und gleich in die Niederung an der Geländezunge zwischen den beiden Senken der Laudach übergesetzt. Auf der breiten westlichen Flussterrasse gelangt die Trasse dann weiter südwärts bis etwa Krottendorf, wo sie vom immer tiefer eingeschnittenen Gewässer Richtung Westen abdreht und über das flache Hügelland sowie Gschwandt an Endmoränen aus der Würmeiszeit des Traungletschers herantritt: Ab einem der ältesten Bahnhofsgebäudes Europas, Engelhof, nutzt die Lokalbahn die ursprüngliche Trasse der Pferdeeisenbahn Budweis–Linz–Gmunden, auf der bis vor wenigen Jahren auch noch die Lokalbahn Lambach–Gmunden verkehrte.
Der steile Abstieg zum Traunsee wird zunächst streng südwärts entlang eines Seitengrabens bewältigt, um hernach über der Gemarkung „Im G’sperr“ westwärts entlang der sanften südlichen Moränenhänge zum Seeufer hin abzusteigen. Dabei wurde auf Höhe der Wegkreuzung mit dem Grünbergweg bis 1990 in den ursprünglichen Endbahnhof Gmunden-Traundorf abgezweigt. Der dann bis 2014 angefahrene ursprüngliche Seebahnhof wurde zugunsten einer Anbindung an die Straßenbahn Gmunden über die Traunsteinstraße im Endpunkt Gmunden aufgelassen und abgerissen.

## Fahrzeuge
Übersicht über die auf der Traunseebahn eingesetzten Fahrzeuge:
Triebwagen
| Nummer      | Baujahr | Hersteller          | Sonstiges                                        | Fotos |
| ----------- | ------- | ------------------- | ------------------------------------------------ | ----- |
| ET 23.103   | 1921    | Grazer Waggonfabrik | Nostalgiefahrzeug                                |       |
| ET 23.112   | 1954    | SWS                 | Arbeitstriebwagen                                |       |
| ET (23).121 | 2015    | Vossloh             | „Traunsee“                                       |       |
| ET (23).122 | 2016    | Vossloh             | „Traunstein“                                     |       |
| ET (23).123 | 2016    | Vossloh             | „Laudach“                                        |       |
| ET (23).127 | 2016    | Vossloh             |                                                  |       |
| ET (23).128 | 2016    | (Vossloh)           |                                                  |       |
| ET (23).129 | 2016    | (Vossloh)           | 2017 im Probeeinsatz bei der Straßenbahn Gmunden |       |
| ET (23).130 | 2016    | (Vossloh)           |                                                  |       |
| ET (23).131 | 2017    | (Vossloh)           |                                                  |       |

Personenwagen
| Nummer               | Baujahr | Hersteller          | Sonstiges                                          | Fotos |
| -------------------- | ------- | ------------------- | -------------------------------------------------- | ----- |
| B4bu 20.225          | 1919    | SIG                 | „Traunsteinbar“, Buffetwagen, abgestellt           |       |
| Güter- und Bahnwagen |         |                     |                                                    |       |
| N 23.421             | 1958    | Brüninghaus         | ex Brohltalbahn, Bahnerhaltung                     |       |
| N 23.461             | 1912    | Grazer Waggonfabrik | Außer Betrieb, in Vorchdorf abgestellt             |       |
| N 23.462             | 1912    | Grazer Waggonfabrik | Außer Betrieb, in Vorchdorf abgestellt             |       |
| Fcc 23.501           | 1967    | Stamag              | ex MIBRAG Leipzig, Schotterwagen für Bahnerhaltung |       |
| N 26 421             | 1958    | Brüninghaus         | ex Brohltalbahn, Bahnerhaltung                     |       |

Sonstige
| Nummer   | Baujahr | Hersteller         | Sonstiges                  | Fotos |
| -------- | ------- | ------------------ | -------------------------- | ----- |
| X 26.622 | 1909    | Orenstein & Koppel | ex SM S 1/1, ex VA 26.443¹ |       |
| X 26.641 | 1913    | Eigenbau           | ex X 23.641, Turmwagen     |       |

Ehemalige Fahrzeuge (Auszug):
Triebwagen
| Nummer      | Baujahr | Hersteller          | Sonstiges                                                                            | Fotos |
| ----------- | ------- | ------------------- | ------------------------------------------------------------------------------------ | ----- |
| ET 20.108   | 1936    | DÜWAG               | ex Rheinbahn 118, 1982 an VA als ET 26.107                                           |       |
| ET 23.101   | 1912    | Grazer Waggonfabrik | 1987 an NBiK                                                                         |       |
| ET 23.102   | 1912    | Grazer Waggonfabrik | 1993 zur Attergaubahn, 2013 verkauft an NBiK                                         |       |
| ET 23.104   | 1935    | DÜWAG               | ex Rheinbahn 110, 1987 in der Remise Attersee verbrannt                              |       |
| ET 23.105   | 1954    | ACMV                | ex TL 5, 2016 verkauft in die Schweiz                                                |       |
| ET 23.106   | 1954    | ACMV                | ex TL 4, 2016 verschrottet                                                           |       |
| ET 23.107   | 1954    | ACMV                | ex TL 3, Ersatzspender, 1988 Verschrottet                                            |       |
| ET 23.108   | 1949    | Schlieren           | ex Sernftalbahn, ex AOMC 111, 1988 an VA als ET 26.110, 2016 verkauft in die Schweiz |       |
| ET 23.109   | 1951    | Schindler           | ex BLT Be 4/4 8, 1999 an VA als ET 26.111, 2017 verkauft nach Rasinari (Rumänien)    |       |
| ET 23.110   | 1951    | Schindler           | ex BLT Be 4/4 9, 2000 an VA als ET 26.112, 2004 nach Unfall verschrottet             |       |
| ET 23.111   | 1954    | SWS                 | 2017 als Arbeitstriebwagen an Attergaubahn abgegeben                                 |       |
| ET (23).124 | 2016    | Vossloh             | 2016 zur Attergaubahn überstellt                                                     |       |
| ET (23).125 | 2016    | Vossloh             | 2016 zur Attergaubahn überstellt                                                     |       |
| ET (23).126 | 2016    | Vossloh             | 2016 zur Attergaubahn überstellt                                                     |       |
| ET 307      | 2007    | Bombardier          | 2012–2016 von den IVB geliehen                                                       |       |
| ET 320      | 2009    | Bombardier          | 2011–2016 von den IVB geliehen                                                       |       |

Personenwagen
| Nummer      | Baujahr | Hersteller | Sonstiges                                                     | Fotos |
| ----------- | ------- | ---------- | ------------------------------------------------------------- | ----- |
| B4i 20.224  | 1916    | SIG        | ex VBW 8, ex WTB 82, 2015 verkauft nach Frydlant (Tschechien) |       |
| B4i 20.227  | 1916    | SIG        | ex VBW 14, 2017 verkauft nach Criscor (Rumänien)              |       |
| B4ip 23.221 | 1899    | SIG        | ex AB 102, 2015 zur Attergaubahn überstellt                   |       |

## Film
- SWR: Eisenbahn-Romantik – Auf Kaisers Spur – Bahnidylle Salzkammergut (Folge 628)